# Olmos, Mexiko
Olmos är en ort i Mexiko.   Den ligger i kommunen Tizayuca och delstaten Hidalgo, i den sydöstra delen av landet, 50 km norr om huvudstaden Mexico City. Olmos ligger 2 358 meter över havet och antalet invånare är 915.
Terrängen runt Olmos är huvudsakligen platt, men norrut är den kuperad. Runt Olmos är det ganska tätbefolkat, med 134 invånare per kvadratkilometer. Närmaste större samhälle är Don Antonio, 1,00 km sydväst om Olmos. Trakten runt Olmos består i huvudsak av gräsmarker.